# Quark bottom
O quark bottom ou quark b é um quark de terceira geração, de carga elétrica −1⁄3 e. Ele corresponde ao segundo quark mais pesado, com uma massa de 4,2 GeV (quatro vezes a massa do próton), sendo apenas mais leve que o quark top. Ele interage por meio de todas as quatro forças fundamentais.

## História
O quark bottom foi teorizado em 1973 pelos físicos japoneses Makoto Kobayashi e Toshihide Maskawa para explicar a violação no decaimento de Kaons, o nome inferior(bottom) foi inserido em 1975 por Haim Harari. O quark inferior foi descoberto em 1977 pelo Fermilab durante o experimento E288 em que a equipe produziu através de colisões um bottomônio, a equipe foi liderada por Leon Max Lederman, os dois físicos japoneses ganharam o Prémio Nobel da Física de 2008, houve um esforço por parte dos cientistas para que a nomenclatura oficial fosse quark beauty (bonito), mas inferior continuou como o nome oficial da partícula.
Em 2015, as medições para ver como o quark beleza se deteriora em um quark up, feita pela equipe de cientistas do LHCb demonstrou que o decaimento só ocorre quando o quark b tem um spin 'canhoto'.

## Produção e decaimento
O quark Bottom é produzido a partir do decaimento de 99,85% de todos os quark T que decaem(imagem):
- T → B + W+ + GeV

O decaimento do quark bottom ocorre através da interação fraca em ±10−12 segundos, sendo a partícula mais instável, isso se deve a sua massa titânica, a produtos do decaimento podem ser um quark U ou quark C:
- B → U + W+ + GeV
- B → C + W+ + GeV

O quark charm produzido pelo decaimento do quark b decai em um quark s ou quark d em ±10−13 segundos.

## Antiquark bottom
Quando o primeiro quark bottom observado foi produzido, na forma de um bottomônio oficialmente chamado de méson upsilon, ele estava ligado a sua própria antipartícula, o antiquark bottom. Ele tem as mesmas características que o quark bottom mas carga elétrica contrária.